# Vincenzo Cantiello
Vincenzo Cantiello es un cantante italiano nacido el 25 de agosto del año 2000 en Nápoles (Italia). Actualmente reside en un pequeño pueblo llamado Sant'Arpino, en la provincia de Caserta cerca de Nápoles.
Desde pequeño mostró interés por su gran pasión, la música, apuntándose al coro de la Iglesia Sant'Elpidio Vescovo en su localidad.
En el año 2010 ganó el festival local "Cant' Atella"; repitiendo triunfo en 2012 cuando volvió a participar. Ese mismo año, fue invitado a competir en la gran final de "Estate Ragazzi" y apareció además en varios eventos a nivel local.
En 2013 lanzó el sencillo "Glitter and Gold" y grabó varias versiones como "We Are Young" (Somos jóvenes en español) o "E poi" (Y después en español).
En 2014 alcanzó la fama gracias al concurso musical de talentos "Ti Lascio Una Canzone" de la cadena italiana RAI, donde se clasificó para la final. Sin embargo, este concurso fue ganado por Federica Falzon, una de sus rivales en el próximo Festival de la Canción de Eurovisión Junior 2014 y que representará a Malta en dicho certamen.
El 4 de septiembre de 2014 fue seleccionado por la cadena de televisión italiana RAI para representar a Italia en su debut en el Festival de la Canción de Eurovisión Junior 2014 con su canción "Tu primo grande amore". El 15 de noviembre de 2014 consigue ganar el Festival de la Canción de Eurovisión Junior 2014, siendo la primera victoria para Italia en este festival, con 159 puntos.

## Discografía

### Singles
| Año  | Título                  | Traducción al español | Álbum          |
| ---- | ----------------------- | --------------------- | -------------- |
| 2013 | "Glitter & Gold"        | —                     |                |
| 2014 | "Tu primo grande amore" | Tu primer gran amor   |                |
| 2015 | "All of me"             | —                     |                |
| 2015 | "Take Me to Church"     | —                     |                |
| 2016 | "Summer Thrills"        | —                     | Never Too Much |

### Álbumes
| Year | Title          |
| ---- | -------------- |
| 2016 | Never Too Much |

| Predecesor: Gaia Cauchi | Ganadores del Festival de la Canción de Eurovisión Junior 2014 | Sucesor: Destiny Chukunyere |

| Predecesor: Primera aparición | Italia en el Festival de Eurovisión Junior 2014 | Sucesor: Chiara & Martina |